# 社会主义青年国际联盟
社會主義青年國際聯盟（英語：International Union of Socialist Youth，縮寫为IUSY）是一個國際社会主义青年組織。

## 历史
它是在1907年斯图加特国际社会党代表大会上作為第二國際的青年翼成立的，当时取名为社会主义青年国际。1923年，该组织成为社会主义工人国际的青年翼。二战后，该组织改用现名，并成为社会党国际的青年翼。目前，该组织已脱离社会党国际，转而参加进步联盟。
2011年，该组织擁有來自106個國家的145個成員，包括122個正式成員和23個观察员。
该组织的總部設在奥地利維也納。